# Aaron Abrams
Aaron Abrams (Toronto, 12 maggio 1978) è un attore e sceneggiatore canadese.

## Biografia
Ha frequentato la DePaul Theatre School, dove ha ricevuto un Bachelor of Fine Arts in recitazione nel 2001. Successivamente ha avviato la sua carriera come interprete cinematografico e televisivo; ha fatto il suo debutto professionale con una piccola parte nel film Matrimonio impossibile del 2003. In seguito ha ottenuto piccoli ruoli in film come Resident Evil: Apocalypse, Cinderella Man - Una ragione per lottare e il film per famiglie Capitan Zoom - Accademia per supereroi. In ambito televisivo ha avuto ruoli ricorrenti nelle serie televisive The State Within - Giochi di potere e Runaway - In fuga.
Nel 2007 debutta come sceneggiatore e produttore, oltre ad essere interprete, del film Young People Fucking. Il film ha ottenuto diversi riconoscimenti, tra cui il premio come miglior sceneggiatura ai Canadian Comedy Awards. Nel 2008 recita nel film Flash of Genius e l'anno seguente in Amelia. Ha poi partecipato alle serie televisive Rookie Blue e The L.A. Complex, di quest'ultima è stato anche co-produttore esecutivo e sceneggiatore di alcuni episodi. 
Nel 2011 ha lavorato come produttore consulente per la sitcom animata Bob's Burgers. Ha preso parte ad alcuni film indipendenti, come Take This Waltz e Closet Monster. Dal 2013 al 2015 fa parte del cast della serie televisiva della NBC Hannibal. Nella serie, Abrams interpreta il ruolo dell'agente speciale della scientifica Brian Zeller, un personaggio ricorrente nella prima stagione poi promosso a fisso nelle successive due stagioni.

## Filmografia parziale

### Attore

#### Cinema
- Matrimonio impossibile (The In-Laws), regia di Andrew Fleming (2003)
- Resident Evil: Apocalypse, regia di Alexander Witt (2004)
- Cinderella Man - Una ragione per lottare (Cinderella Man), regia di Ron Howard (2005)
- Capitan Zoom - Accademia per supereroi (Zoom), regia di Peter Hewitt (2006)
- Young People Fucking, regia di Martin Gero (2007)
- Il cane pompiere (Firehouse Dog), regia di Todd Holland (2007)
- Cyborg Soldier, regia di John Stead (2008)
- Flash of Genius, regia di Marc Abraham (2008)
- Amelia, regia di Mira Nair (2009)
- Take This Waltz, regia di Sarah Polley (2011)
- Jesus Henry Christ, regia di Dennis Lee (2012)
- Closet Monster, regia di Stephen Dunn (2015)
- Regression, regia di Alejandro Amenábar (2015)
- From Jennifer, regia di Frank Merle (2017)
- The Open House, regia di Matt Angel e Suzanne Coote (2018)
- The Go-Getters, regia di Jeremy Lalonde (2018)
- Code 8, regia di Jeff Chan (2019)
- Code 8 - Parte II, regia di Jeff Chan (2024)

#### Televisione
- Slings and Arrows – serie TV, 6 episodi (2003-2006)
- Stargate Atlantis – serie TV, 2 episodi (2005)
- The State Within - Giochi di potere (The State Within) – serie TV, 6 episodi (2006)
- Runaway - In fuga (Runaway) – serie TV, 4 episodi (2006-2008)
- Producing Parker – serie TV, 22 episodi (2011)
- Rookie Blue – serie TV, 8 episodi (2010-2011)
- The L.A. Complex – serie TV, 8 episodi (2012)
- Republic of Doyle – serie TV, 4 episodi (2014)
- CSI: Cyber – serie TV, 1 episodio (2015)
- Hannibal – serie TV, 22 episodi (2013-2015)
- Faking It - Più che amiche (Faking It) – serie TV, 1 episodio (2016)
- Masters of Sex – serie TV, 3 episodi (2016)
- Blindspot – serie TV, 23 episodi (2015-2020)
- Grey's Anatomy – serie TV, 1 episodio (2017)
- NCIS: Hawai'i - serie TV, episodio 1x16 (2022)
- Blue Bloods - serie TV, episodi 14x01-14x03 (2024)

### Sceneggiatore
- Young People Fucking, regia di Martin Gero (2007)
- Grado 3, regia di Roberto Artiagoitía (2009)
- The L.A. Complex – serie TV, 2 episodi (2012)
- The Lovebirds, regia di Michael Showalter (2020)

### Produttore
- Young People Fucking, regia di Martin Gero (2007)
- Bob's Burgers – serie TV, 13 episodi (2011)
- The L.A. Complex – serie TV, 6 episodi (2012)

## Doppiatori italiani
Nelle versioni in italiano delle opere in cui ha recitato, Aaron Abrams è stato doppiato da:
- Claudio Moneta in Code 8, Code 8 - Parte II
- Roberto Certomà in Young People Fucking, Regression
- Francesco Meoni in Flash of Genius
- Luigi Ferraro in Amelia
- Giorgio Borghetti in Hannibal
- Alessandro Budroni in NCIS: Los Angeles
- Stefano Alessandroni in Grey's Anatomy
- Paolo Macedonio in Code 8 (versione home video Netflix)
- Alessandro Maria D'Errico in The Open House
- Sergio Lucchetti in NCIS: Hawai'i
- Guido Di Naccio in Blue Bloods